# Кожокарь, Валерий Васильевич
Валерий Васильевич Кожокарь (род. 15 апреля 1963 года в Ленинграде) — российский юрист, учёный, государственный деятель. Заместитель Министра внутренних дел — начальник Следственного департамента МВД России, помощник министра внутренних дел (2011-2017), начальник Всероссийского научно-исследовательского института Министерства внутренних дел РФ. Генерал-лейтенант юстиции, генерал-лейтенант полиции. Кандидат юридических наук.

## Биография
Родился 15 апреля 1963 года в Ленинграде. В 1987 году окончил юридический факультет Ленинградского государственного университета, учился на одном курсе с Дмитрием Медведевым.
После окончания университета начал карьеру в органах внутренних дел, поступив на службу в Следственный отдел Управления внутренних дел Московского райисполкома города Ленинграда в качестве следователя.
Прослужив в правоохранительных органах Санкт-Петербурга около 20 лет занимал должность заместителя начальника районного управления внутренних дел Калининского района — начальника следственного управления.
В 2008 году был назначен на должность начальника главного управления МВД по Центральному федеральному округу. В июне 2011 года назначен заместителем министра внутренних дел — начальником следственного департамента МВД.  С 2012 по 2017 год - помощник министра внутренних дел Российской Федерации.
В 2016 году защитил диссертацию на соискание учёной степени кандидата экономических наук по теме «Возбуждение уголовного дела: вопросы теории и практики».
С 2017 года является начальником Всероссийского научно-исследовательского института МВД России.

## Личная жизнь
Женат, двое детей.